# Bellegarde-en-Forez
Bellegarde-en-Forez là một xã trong tỉnh Loire miền trung nước Pháp.